# Ospedaletto Euganeo
Ospedaletto Euganeo – miejscowość i gmina we Włoszech, w regionie Wenecja Euganejska, w prowincji Padwa.
Według danych na rok 2004 gminę zamieszkiwało 5395 osób, 256,9 os./km².